# VIH en la mujer

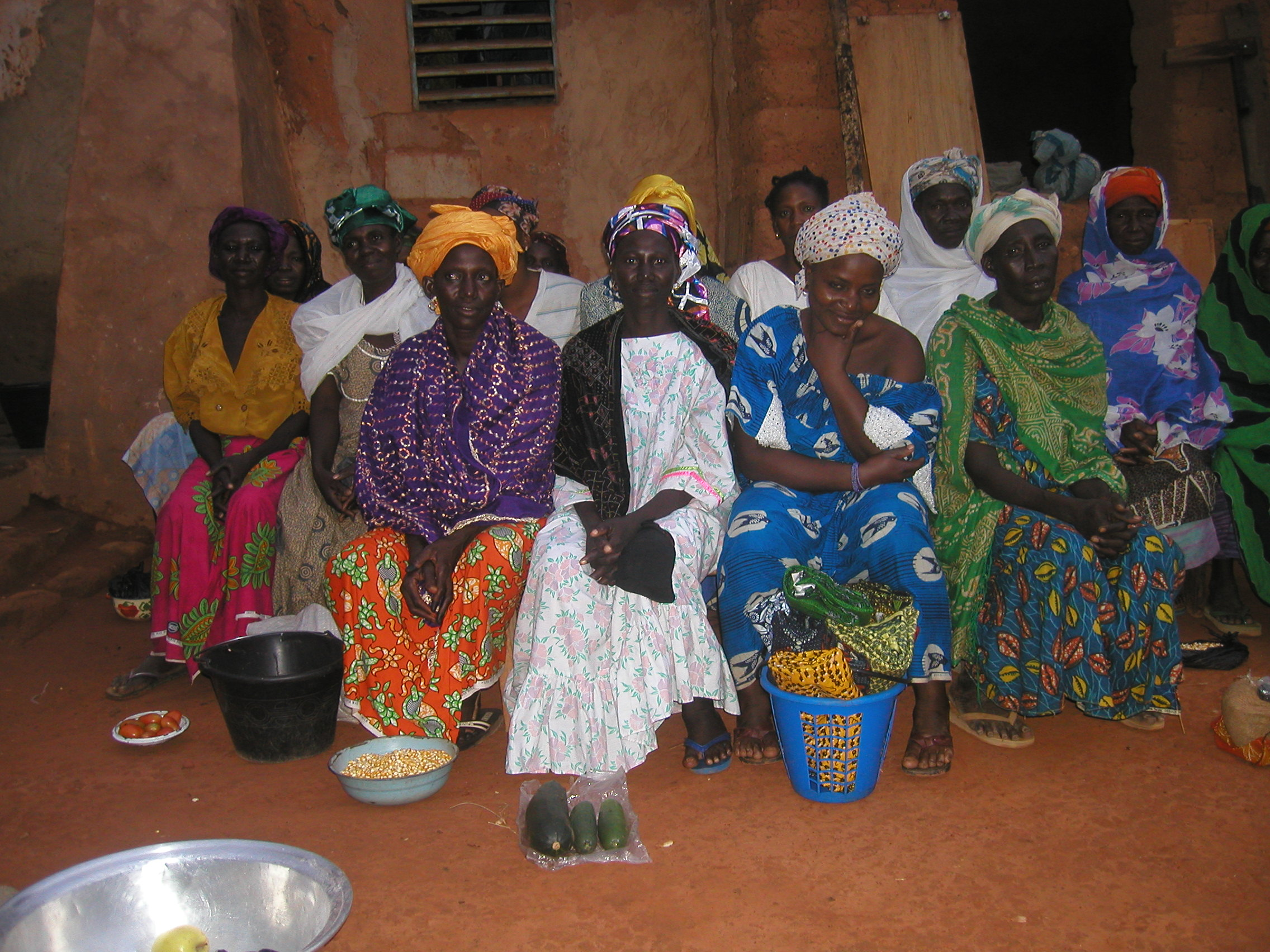
En regiones como el África Subsahariana, las mujeres representan el 60% del total de casos de VIH

A pesar de que la infección de VIH comenzó concentrándose básicamente en hombres, a día de hoy las mujeres representan el 50% de todos los casos de infección en el mundo. Ya a finales del 2002, la Organización Mundial de la Salud alertaba de que las mujeres estaban empezando a ser el grupo social mayoritario de portadoras del VIH. 
El Fondo de las Naciones Unidas para las Mujeres (UNIFEM) nos informa de que actualmente en regiones como el África Subsahariana, las mujeres representan el 60% del total de casos de VIH y de que, además, el número de nuevas infecciones de VIH entre mujeres está creciendo en los últimos años. Otro dato alertante es el hecho de las mujeres jóvenes de todo el mundo de entre 15 y 24 años son más susceptibles a contraer el virus que los hombres jóvenes de la misma edad. De hecho, los informes de las Naciones Unidas apuntan que las mujeres jóvenes de 15 a 24 años representan el 45% estimado de las nuevas infecciones por el VIH en todo el mundo; pero no se conoce la causa.
Las mujeres, de modo especial, aquellas que viven en países de mediano y bajo ingreso, siguen teniendo menor acceso a la educación, al ingreso y a la participación política, lo anterior, las hace vulnerables a la infección por el VIH y acrecienta la progresión al sida.

## VIH y salud mental en las mujeres
Las mujeres que viven con el VIH experimentan una carga desproporcionada de problemas de salud mental. Hasta la fecha, las directrices mundiales contienen una orientación insuficiente sobre el apoyo a la salud mental, en particular con respecto a la atención perinatal. También existe evidencia de que las mujeres que viven con el VIH se sienten rechazadas, deprimidas y socialmente excluidas.